# 궁송궁첸
궁송궁첸(གུང་སྲོང་གུང་བཙན་, Gung-srong gung-btsan, 632년? ~ 650년), 혹은 궁리궁첸(གང་རི་གང་བཙན་, Gung-ri gung-btsan)은 토번의 제34대 짼뽀(재위: 644년 ~ 650년)이다. 송짼감뽀의 아들로, 잠시 짼뽀 자리를 물려줘 13세에 등극하였고 19세에 낙마사고로 죽었고, 다시 송짼감뽀가 즉위했다. 이 과정에서 어떤 일이 일어났는지는 불분명하다.